# Cypra delicatula
Cypra delicatula är en fjärilsart som beskrevs av Jean Baptiste Boisduval 1832. Cypra delicatula ingår i släktet Cypra och familjen mätare. Inga underarter finns listade i Catalogue of Life.